# 縁なし帽を被り、金の鎖を付けた自画像 (レンブラント)
『縁なし帽を被り、金の鎖を付けた自画像』（ふちなしぼうをかぶり、きんのくさりをつけたじがぞう、仏: Autoportrait à la toque et à la chaîne d'or、英: Self-portrait Wearing a Toque and a Gold Chain）は、17世紀オランダ黄金時代の巨匠レンブラント・ファン・レインが1633年にオーク板上に油彩で制作した自画像である。1772年のエティエンヌ・フランソワ・ド・ショワズール公爵の美術品売り立てに出されたレンブラント作と見なされる6点のうちに含まれていた。その後、フランス革命中の1794年にアデライド・ド・モルトマール公爵夫人から接収され、同年よりパリのルーヴル美術館に所蔵されている。

## 作品

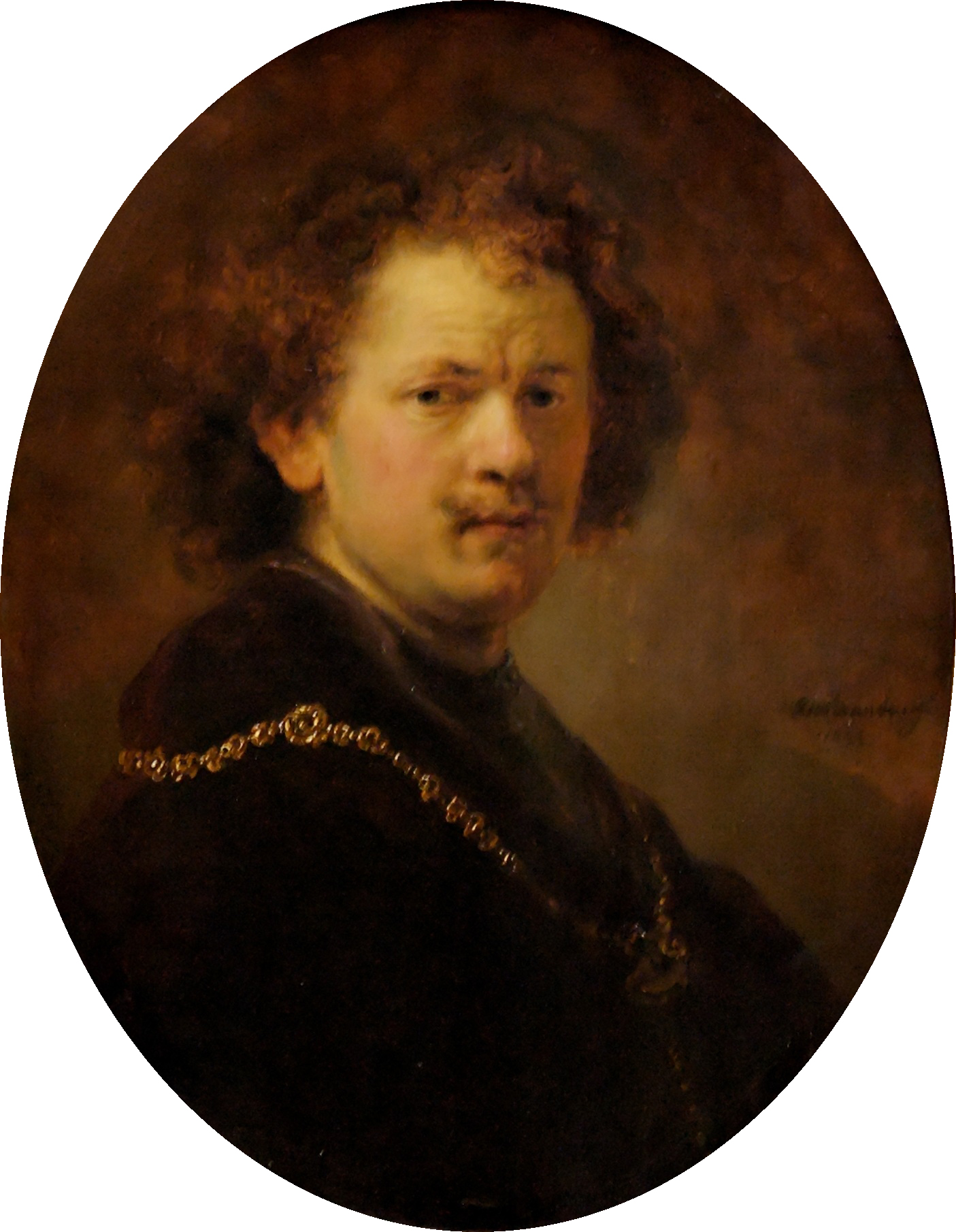
レンブラント『無帽の自画像』 (1633年)、ルーヴル美術館、パリ

レンブラントは生涯を通じて自画像を描き続け、ほとんど途切れのない絵画による「自伝」を作り上げた。あらゆる大画家のうちでも、レンブラントほど数多い自画像を残した画家はいない。ルーヴル美術館には、レンブラントが27歳ごろであった1633年に制作された本作と『無帽の自画像』の2点の自画像があるが、衣装や装身具はほとんど同じである。

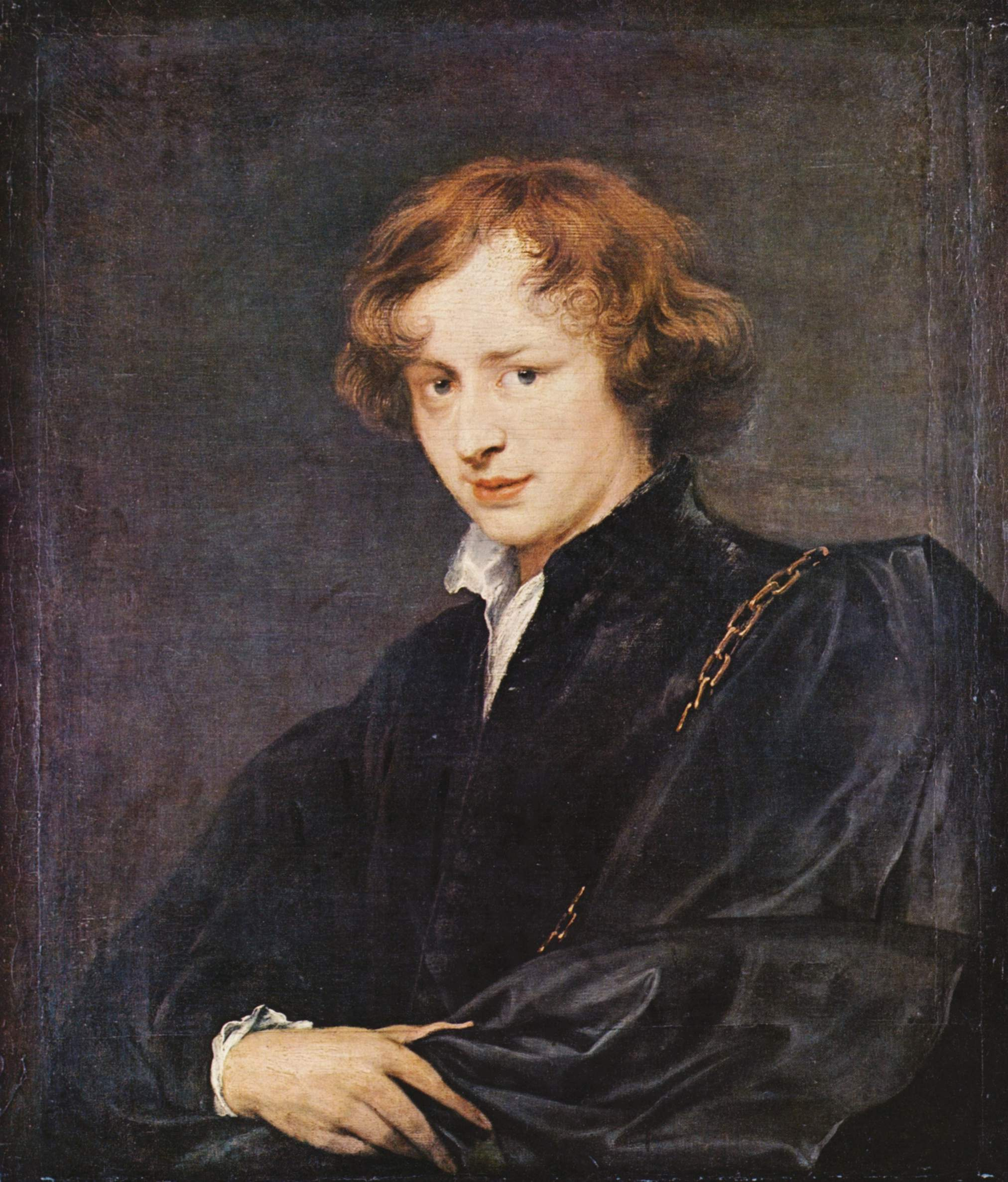
ヴァン・ダイク『自画像』 (1637年)、アルテ・ピナコテーク、ミュンヘン

このころから、レンブラントは「ファン・レイン」という姓も出身地も示さず、自分の名だけを署名に用いるようになった。これは、ラファエロ、ミケランジェロ、ティツィアーノといったイタリア・ルネサンスの巨匠たちが姓でなく名で知られているのを念頭に置いた行為であり、レンブラントは生涯イタリアに行かなかったものの、誰よりもイタリアの巨匠たちの画業を凌ぐことを目指していたのである。贅沢で気取った衣装を纏っている、この堂々たる自画像には、若くしてオランダの首都アムステルダムで不動の名声を築いたそうしたレンブラントの自信と誇りが明らかに示されている。
本作については、フランドルの巨匠ヴァン・ダイクの先例がインスピレーションの元となったことが主張されている。疑いなく、本作にはヴァン・ダイクの芸術を想起させるものがあるが、ヴァン・ダイクの場合、自画像はイングランドの宮廷画家であった自身の自然な優雅さを示すものであった。一方、レンブラントは、君主国家の生活様式に憧れて、衣装や立ち振る舞いを取り入れていたオランダ共和国の典型的な装いをしている。本作と『無帽の自画像』に見られる金の鎖は、王族からお気に入りの画家へのよくある贈り物である。レンブラントは、故意に宮廷での服装を身に着けた裕福な男性として自らを描くことで、ヴァン・ダイクのような宮廷画家ではないことを露わにしてしまっている。とはいえ、レンブラントは、公的な肖像画家が企て得ないような自画像の探求に向かうこととなった。